# Feiertage in Dänemark
In Dänemark bestehen die im Folgenden aufgeführten Feiertage:

## Gesetzliche Feiertage
Diese Feiertage sind arbeitsfrei (bzw. Läden sind eingeschränkt geöffnet) und gelten landesweit:
| Feiertag (Deutsch)  | Feiertag (Dänisch)    | Datum                                        |
| ------------------- | --------------------- | -------------------------------------------- |
| Neujahr             | Nytår                 | 1. Januar                                    |
| Gründonnerstag      | Skærtorsdag           | Ostersonntag –3 Tage                         |
| Karfreitag          | Langfredag            | Ostersonntag –2 Tage                         |
| Ostersonntag        | Påskesøndag           | Sonntag nach dem ersten Vollmond im Frühling |
| Ostermontag         | 2. Påskedag           | Ostersonntag + 1 Tag                         |
| Christi Himmelfahrt | Kristi Himmelfartsdag | Ostersonntag + 39 Tage                       |
| Pfingsten           | Pinsedag              | Ostersonntag + 49 Tage                       |
| Pfingstmontag       | 2. Pinsedag           | Ostersonntag + 50 Tage                       |
| 1. Weihnachtstag    | 1. Juledag            | 25. Dezember                                 |
| 2. Weihnachtstag    | 2. Juledag            | 26. Dezember                                 |

Bis 2023 war auch der Store bededag, welcher am vierten Freitag nach Ostersonntag gefeiert wurde, ein gesetzlicher Feiertag. Das dänische Parlament sprach sich im März 2023 jedoch für dessen Abschaffung aus.

## Andere Festtage
| Feiertag (Deutsch) | Feiertag (Dänisch) | Datum                  |
| ------------------ | ------------------ | ---------------------- |
| Fastnacht          | Fastelavn          | Ostersonntag –48 Tage  |
|                    | Mortensaften       | Tag vor dem Martinstag |

## Tag der dänischen Verfassung (Grundlovsdag)
Der Verfassungstag am 5. Juni ist kein gesetzlicher Feiertag. Jedoch haben Geschäfte und staatliche Einrichtungen in der Regel geschlossen.